# Șanțul gular

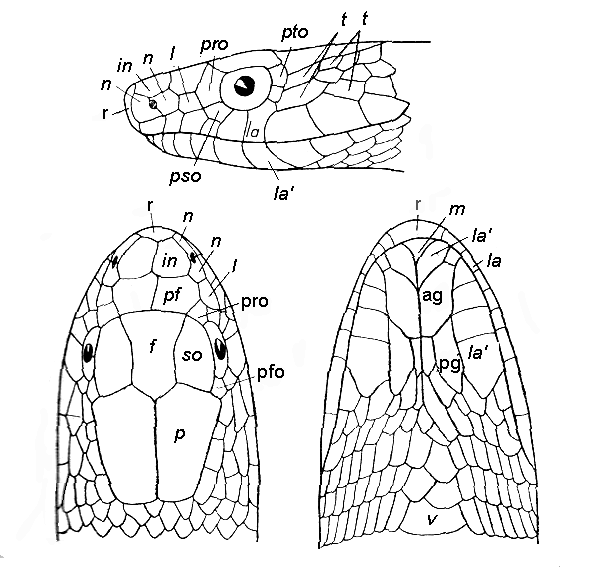
Terminologia scuturilor capului la șarpele Coluber ventromaculatus (după Malcolm A. Smith, 1943). Sus – aspect lateral, jos, în stânga – aspect dorsal, jos, în dreapta - aspect ventral
ag – Inframaxilar anterior,
f – Frontal,
in – Internazal,
l – Loreal,
la – Supralabial,
la' – Sublabial,
m – Mental,
n – Nazal,
p – Parietal,
pf – Prefrontal,
pg – Inframaxilar posterior,
pro – Preocular,
pso – Subocular,
pto – Postocular,
r – Rostral,
so – Supraocular,
t – Temporal,
v – Primul ventral

Șanțul gular (Sulcus gularis), numit și șanțul mental (Sulcus mentalis) sau șanțul mentonier, este un șanț median longitudinal care împarte partea inferioară a capului la șerpi în două părți simetrice și permite dilatarea laterală a gurii lor în timpul meselor, când înghit o pradă de dimensiuni mari.  El separă perechile de scuturi inframaxilare, fiind situat pe sutura lor. La unele specii, acest șanț este foarte accentuat, iar la altele poate lipsi. 